# Jan Nosek
Jan Nosek ps. Wiejski (ur. 2 grudnia 1899 w Księżomierzy, zm. 25 maja 1944 w Majdanku) – poseł na Sejm II i III kadencji, polityk PSL „Wyzwolenie”, adwokat, działacz podziemia w czasie II wojny światowej.

## Życiorys
Urodził się jako syn rolników Antoniego i Elżbiety. Uczęszczał do gimnazjum w Sandomierzu. W czasie wolnym od nauki wraz ze szkolnymi kolegami prowadził działalność oświatową wśród ludności wiejskiej. Po zdaniu matury ukończył studia na Wydziale Prawa Uniwersytetu Warszawskiego. Podczas studiów aktywny w organizacjach studenckich. Po otrzymaniu dyplomu rozpoczął praktykę adwokacką.
Związał się z PSL „Wyzwolenie” i w latach 1928–1931 był sekretarzem jego Zarządu Głównego. W latach 1928–1935 sprawował mandat poselski. W 1931 wstąpił do Stronnictwa Ludowego. W latach 1933–1935 był członkiem Naczelnego Komitetu Wykonawczego partii. W sierpniu 1935 wraz z innymi działaczami dokonał rozłamu w stronnictwie.
Po wybuchu II wojny światowej zajął się wydawaniem podziemnej gazetki Chłopski Bój. Zanim został aresztowany w październiku 1942 ukazało się 51 numerów tego czasopisma. Był więziony na Pawiaku. Po kilku miesiącach został przewieziony do obozu koncentracyjnego na Majdanku. Zainicjował tam działalność konspiracyjną i współpracę więźniów z okolicznymi chłopami, którzy dowozili do obozu żywność. Działalność ta została jednak przez Niemców wykryta, a sam Nosek poddany śledztwu i torturom. Nie zdradziwszy tajemnic został zatłuczony kijami na śmierć na placu apelowym obozu.